# 太平洋西南航空182號班機空難
太平洋西南航空182號班機是一架班由太平洋西南航空（PSA）执飞，从萨克拉门托国际机场飞往圣迭戈国际机场，经停洛杉矶国际机场的定期国内航班。1978年9月25日，一架波音727-214执飞该航班，于美國加利福尼亞州的圣迭戈的圣迭戈国际机场降落前，在机场附近與一架塞斯納C-172小型飛機相撞，造成144人死亡，成為加州史上最嚴重空難。迄今為止，它是太平洋西南航空公司史上死亡人數最高的空難。這是當時美國民航史上最慘重的空難，这一记录一直保持到8個月後的美國航空191號班機發生為止。 
两架飛機墜毀於圣迭戈北部公园区，造成727機上共135人、塞斯纳小飞机的2名飞行员全部死亡，地面上也有7人受波及死亡，其中包括一個四口之家。另外地面上還有9人受傷，22間房屋被摧毀或破壞。

## 經過

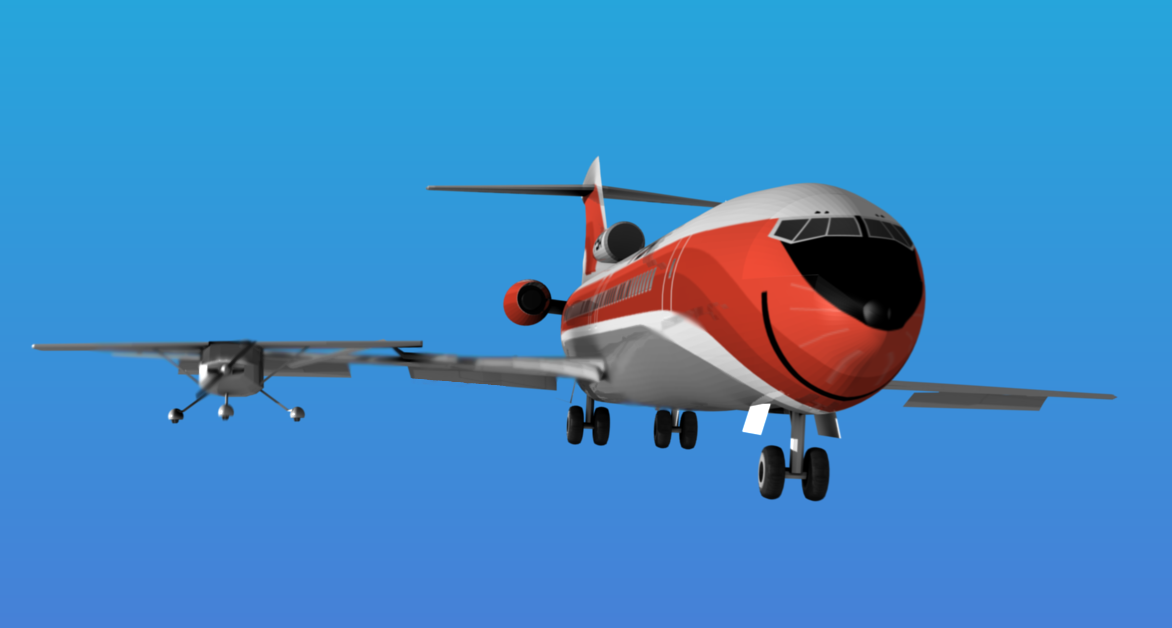
两架飞机相撞时的电脑模拟图

182號班機於當地時間早上9時抵達圣迭戈上空，準備最後進場。當時天氣明朗，視野清晰，182號班機此時目視到一架C-172小型飛機。這架塞斯納飛機是由兩個持有執照的領港員駕駛。其中一個塞斯納飛行員是時年32歲的馬丁·B·小卡茲（Martin B. Kazy Jr.），他持有單引擎、多引擎和儀表飛行等級，以及飛行教練證書。另外，35歲的大衛博斯韋爾（David Boswell），是一位美國海軍陸戰隊士官，擁有單引擎、多引擎評級和商業證書。
PSA的機員報告說，他們看到該小型飛機後，向航空交通管制通知其位置，雖然飛航資料記錄器中發現，不久後PSA機員再無法保持目視小型飛機，而只是猜測其在某一個位置，PSA的機長於是通知塔台：「好吧，一分鐘前我們在這兒...我想他們已从我們右方經過（英文中的"passed"）」；然而由于电波干扰，塔台在通話器中聽見的则是「他正从我們右方經過（英文中的"passing"）」，因此認為他們已經可以目視塞斯納飛機。 
| 太平洋西南航空182号班机（下略为“PSA 182”）机师与 圣迭戈国际机场交通管制人员（下略为“林德博格塔台”）对话节选 |                                           | |
| # = 与话题无关 * = 难以辨识 【】 = 存疑 (()) = 评述                                                         |                                           | |
| 时间 | 音源                                      | 内容 |
| 08:59:39 | 圣迭戈进场管制 “林德博格塔台”             | PSA 182，在十二点钟方向、3英里（5公里）外，呃，有额外的流量， 就在塔台北侧，向东北方向行进，是一架塞斯纳 （塞斯纳C-）172目视爬升至1400 |
| 08:59:39 | 飞航工程师                                | 是啊 ((笑声)) |
| 08:59:39 | 副驾驶                                    | 很好 |
| 08:59:41 | 飞航工程师                                | 他真的没再笑了 这么说我迟了 |
| 08:59:48 | ((直到09:00:10前非在岗机长在谈论逸事))    | ((直到09:00:10前非在岗机长在谈论逸事))                                                                                                 |
| 08:59:50 | 副机长（至圣迭戈进场管制 “林德博格塔台”） | 好，我们在十二点钟方向看到对方（塞斯纳）了。                                                                                           |
| 08:59:57 | 圣迭戈进场管制 “林德博格塔台”             | 塞斯纳7711G，这里是圣迭戈进场管制， 在3500下维持目视飞行， 航向070，雷达引导进场。                                                     |
| 09:00:15 | 圣迭戈进场管制 “林德博格塔台”             | PSA 182，流量在十二点钟方向离3700有3英里。                                                                                             |
| 09:00:21 | 副机长                                    | 看到了。 |
| 09:00:22 | 机长（至圣迭戈进场管制 “林德博格塔台”）   | 目视确定流量。 |
| 09:00:26 | 副机长                                    | 襟翼2度。 |
| 09:00:34 | 机长（至圣迭戈进场管制 “林德博格塔台”）   | 林德博格，PSA 182转入三边。 |
| 09:00:38 | 圣迭戈进场管制 “林德博格塔台”             | PSA 182，这里是林德博格塔台，呃，塞斯纳在十二点钟方向，距离1英里。                                                                     |
| 09:00:41 | 副机长                                    | 襟翼5度。 |
| 09:00:42 | 机长                                      | 那个是（我们）要注意的吗？ |
| 09:00:43 | 副机长                                    | 对啊，不过我现在看不到它了。 |
| 09:00:44 | 机长（至圣迭戈进场管制 “林德博格塔台”）   | 嗯，一分钟前我们在这儿。 |
| 09:00:47 | 圣迭戈进场管制 “林德博格塔台”             | （PSA）182，收到。 |
| 09:00:50 | 机长（至圣迭戈进场管制 “林德博格塔台”）   | 我认为它已从我们右侧经过。 |
| 09:00:51 | 圣迭戈进场管制 “林德博格塔台”             | 对。 |
| 09:00:52 | 机长                                      | 一分钟前它从我们右侧经过。 |
| 09:00:53 | 副机长                                    | 嗯。 |

其實，這架賽斯納正在182號班機的前面，並低於182號班機，而182號班機也迅速地接近小型飛機。调查人员发现为了训练驾驶员使用仪表飞行规则驾驶飞机，受训驾驶员戴上了训练用眼罩，这种眼罩会限制驾驶员的视线使其仅能够看到仪表，无法看到舱外状况。偏離了原本的航道右转向东，机上的受训驾驶员和训练员均无注意到航向的偏离。根據美國國家運輸安全委員會的報告中指出，182號班機無法看見小型飛機，可能是因為小型飛機的機身顏色跟地面的房屋近似，而且小型飛機的體型實在太小。委员会亦指出，驾驶员为了维持身体舒适亦可能不参照舱内参考物自行调节座椅位置，这也可能导致驾驶员无法持续目视塞思纳。182航班的機組人員沒有明確提醒塔台說他們看不清楚該小型飛機。如果他們明確地說出這一點，事故可能不會發生。此外，如果小型飛機一直保持在空中交通管制給予它的航道上飛行，也可以避免事故發生。國家運輸安全委員會估計，兩架飛機將會在對方約1000英尺（305米）左右互相經過，而不是相撞。
| # = 与话题无关 * = 难以辨识 【】 = 存疑 (()) = 评述 |                                         |                                                                                |
| 时间                                                | 音源                                    | 内容                                                                           |
| 09:01:07                                            | 圣迭戈进场管制 “林德博格塔台”           | PSA 182，可以降落。                                                            |
| 09:01:08                                            | 机长（至圣迭戈进场管制 “林德博格塔台”） | （PSA）182可以降落。                                                           |
| 09:01:11                                            | 副机长                                  | 我们已经远离那架塞斯纳了吧？                                                   |
| 09:01:13                                            | 飞航工程师                              | 按理说是的。                                                                   |
| 09:01:14                                            | 机长                                    | 我猜（是的）。                                                                 |
| 09:01:15                                            | 副机长                                  | 【（襟翼）十五（度）】                                                         |
| 09:01:15 和 09:01:20间                              | 未知                                    | ((笑声))                                                                       |
| 09:01:20                                            | 非在岗机长                              | 希望如此                                                                       |
| 09:01:21                                            | 机长                                    | 哦对了，在我们转向三边前， 我在一点钟方向看到了它， 所以它现在应该在我们后方。 |

在地面上近場管制於兩機相撞前19秒留意到自動警報系統正在響起，但他們沒有告知機員。因為在進場管制內，即使沒有飛機互相接近也經常會發生警報，這情況其實是司空見慣。这段对话是在飞机失事16秒前的记录。
| # = 与话题无关 * = 难以辨识 【】 = 存疑 (()) = 评述 |                                |                                |
| 时间                                                | 音源                           | 内容                           |
| 09:01:31                                            | 副机长                         | 放下起落架                     |
| 09:01:34                                            | ((类似起落架放下的声音))       | ((类似起落架放下的声音))       |
| 09:01:38                                            | 副机长                         | 下方有物体                     |
| 09:01:39                                            | 未知                           | *                              |
| 09:01:39                                            | 副机长                         | 我刚才在看那架归航飞机         |
| 09:01:42                                            | ((类似头部起落架舱关闭的声音)) | ((类似头部起落架舱关闭的声音)) |
| 09:01:45                                            | 机长                           | 呼！                           |
| 09:01:46                                            | 副机长                         | 啊啊啊！                       |
| 09:01:47                                            | ((撞击声))                     | ((撞击声))                     |
| 09:01:47                                            | 非在岗机长                     | 哦 # #(髒話)                   |

於是，182號班機終於無法避免與小型飛機相撞。在距离地面约2600英尺高度处，182號班機的右翼前緣撞及小型飛機，並使小型飛機瞬間成為碎片往下墜落；182號班機的右翼遭到重大損壞，使飛機失控，加上油箱破裂並使飛機起火。地面上的目击者声称他们先是听到金属的碎裂声，抬头看时看到了爆炸和火灾。最終在9時02分（07秒），飛機以向下傾50度角的姿態撞向地面。飛機墜地後更使地面發生震動；飛機碎片散佈於墜毀地點四周30英尺範圍內。这是机舱内最后的对话：
| # = 与话题无关 * = 难以辨识 【】 = 存疑 (()) = 评述 |                                                                                   |                                                                                   |
| 时间                                                | 音源                                                                              | 内容                                                                              |
| 09:01:48                                            | 未知                                                                              | # (估計是髒話)                                                                    |
| 09:01:49                                            | 机长                                                                              | 慢慢来，慢慢来                                                                    |
| 09:01:50                                            | 未知                                                                              | 对                                                                                |
| 09:01:51                                            | ((驾驶舱通话记录器捕捉到类似电路系统重启的声音， 飞行记录器暂时关闭了不到一秒钟)) | ((驾驶舱通话记录器捕捉到类似电路系统重启的声音， 飞行记录器暂时关闭了不到一秒钟)) |
| 09:01:51                                            | 机长                                                                              | 我们现在还剩什么？                                                                |
| 09:01:52                                            | 副机长                                                                            | 情况不妙                                                                          |
| 09:01:52                                            | 机长                                                                              | 啊？                                                                              |
| 09:01:53                                            | 副机长                                                                            | 我们被撞击了啊，我们被撞击了                                                      |
| 09:01:55                                            | 机长（至圣迭戈进场管制 “林德博格塔台”）                                           | 塔台，我们在坠机，这是PSA（182）                                                  |
| 09:01:57                                            | 圣迭戈进场管制 “林德博格塔台”                                                     | 好，我们会召集（应急）设施                                                        |
| 09:01:58                                            | 未知                                                                              | 唔！                                                                              |
| 09:01:58                                            | ((失速警告音))                                                                    | ((失速警告音))                                                                    |
| 09:01:59                                            | 机长（至圣迭戈进场管制 “林德博格塔台”）                                           | 就这样了                                                                          |
| 09:01:59                                            | 未知                                                                              | Bob                                                                               |
| 09:02:00                                            | 副机长                                                                            | # # #(還是髒話)                                                                   |
| 09:02:01                                            | 未知                                                                              | # #(也是髒話)                                                                     |
| 09:02:03                                            | 机长（向舱内乘客）                                                                | （迫降姿势）作好准备                                                              |
| 09:02:04                                            | 未知                                                                              | 嘿宝贝儿 *                                                                        |
| 09:02:04                                            | 未知                                                                              | 妈，我爱你                                                                        |
| 09:02:04.5                                          | ((向飞行记录器的供电被切断))                                                      | ((向飞行记录器的供电被切断))                                                      |

```
    賽斯納172型註冊號N7711G的最後時刻   C=賽斯納 H=航管
 08:09:51    C:7711G，1500呎，請朝北。
 08:59:56    H:賽斯納711G,聖地牙哥離場台，雷達接觸，在3500呎以下維持目視飛行，航向070,航向五邊......
 09:00:08    *C:7711G，070航向，目視在3500以下......
 09:00:31    H:賽斯納11G，你六點鐘二英里有朝東的PSA噴射機要飛進林白國際機場，正從3200呎下降，他看到你了
 09:00:43    C:11G瞭解
 09:01:47    H:賽斯納11G,有飛機.......你附近有PSA噴射機以看到你，它往林白機場下降
 09:01:47    錄音中斷
```

## 調查

一連串事件導致兩機相撞： X代表182號班機 ♦代表小型飛機

美國國家運輸安全委員會指出，空難主因是182號班機機員犯錯造成的，因為他們沒有遵守航空交通管制的指示，而他們忽略了小型飛機也違反了航管的指示要「保持目視」小型飛機。但當中，也有人提出反對。NTSB會員之一的弗朗西斯·H·麥克亞當斯（Francis H. McAdams）強烈質疑為什麼擅自改變航道的塞斯納沒有在最後報告中被具體提到是「主要因素」。

## 事後
由於發生了飛機墜毀於民居的空難，因此一直存在爭議的圣迭戈機場再次成為人們討論對象，他們質疑為何這樣一個繁忙的機場要設在人口密集的地區。儘管有很多建議的合適地方可供取代圣迭戈國際機場，但182號班機於事後仍以這個美國最繁忙的單跑道機場作為其目的地。
此外因為這起意外，促使美國國家運輸安全委員會（National Transportation Safety Board）三年後研發出空中防撞系统（TCAS），加強飛行安全，而2002年發生的烏柏林根空難就和TCAS有關。

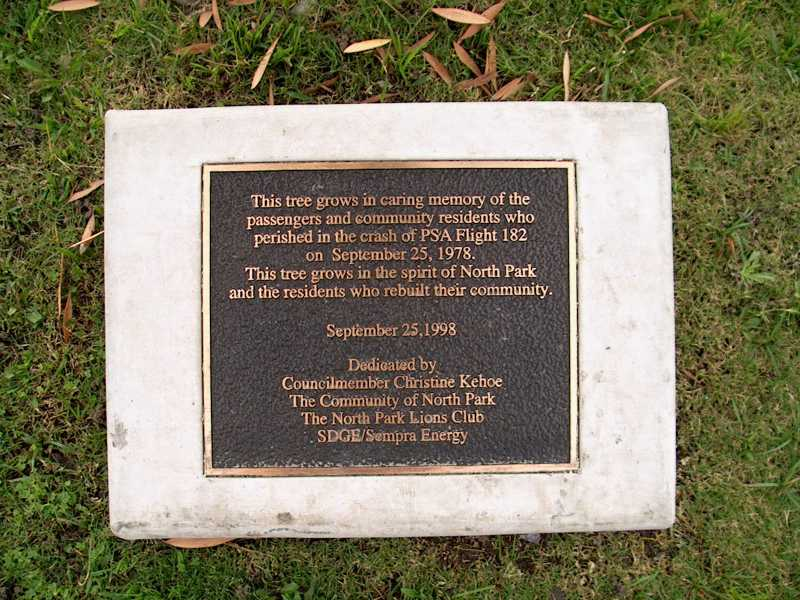
空難受害者紀念碑

## 相关内容
- 空難列表
- 墨西哥國際航空498號班機空難
- 恰尔基达德里撞机事件
- 空中防撞系統
- 烏伯林根空難

## 外部連結
- The full report of the NTSB investigation - PDF file, 1.8 MB
- 航空安全网上的事故资料

- Article about Flight 182 on PSA History Page
- San Diego magazine 20th anniversary article about the PSA Disaster - Archived copy from www.archive.org
- "Death Over San Diego", Time Magazine, October 9, 1978（页面存档备份，存于）
- TV Channel 10 (in San Diego) 25th Anniversary article with eyewitness accounts（页面存档备份，存于）
- PSA Crash Page with map（页面存档备份，存于）
- Pre-crash photos of 727 N533PS（页面存档备份，存于）
- Audio of communications between ATC and PSA Flight 182（页面存档备份，存于） - WAV file, 535 KB
- Tribute Video to those who lost their lives, and PSA 182（页面存档备份，存于）
- In Remembrance 30 Years - KNSD NBC San Diego
- Air Tragedy Remembered Union Tribune（英语：U-T San Diego） article about 30th anniversary tribute
- PSA Crash in 1978 A blog about the crash, with many personal accounts of the crash scene immediately after impact